# Micropsectra bavarica
Micropsectra bavarica е насекомо от разред Двукрили (Diptera), семейство Хирономидни (Chironomidae). Съществува ендемично в Германия.